# Chuadanga (district)
Pour les articles homonymes, voir Chuadanga.
Chuadanga est un district du Bangladesh. Il est situé dans la division de Khulna. La ville principale est Chuadanga.

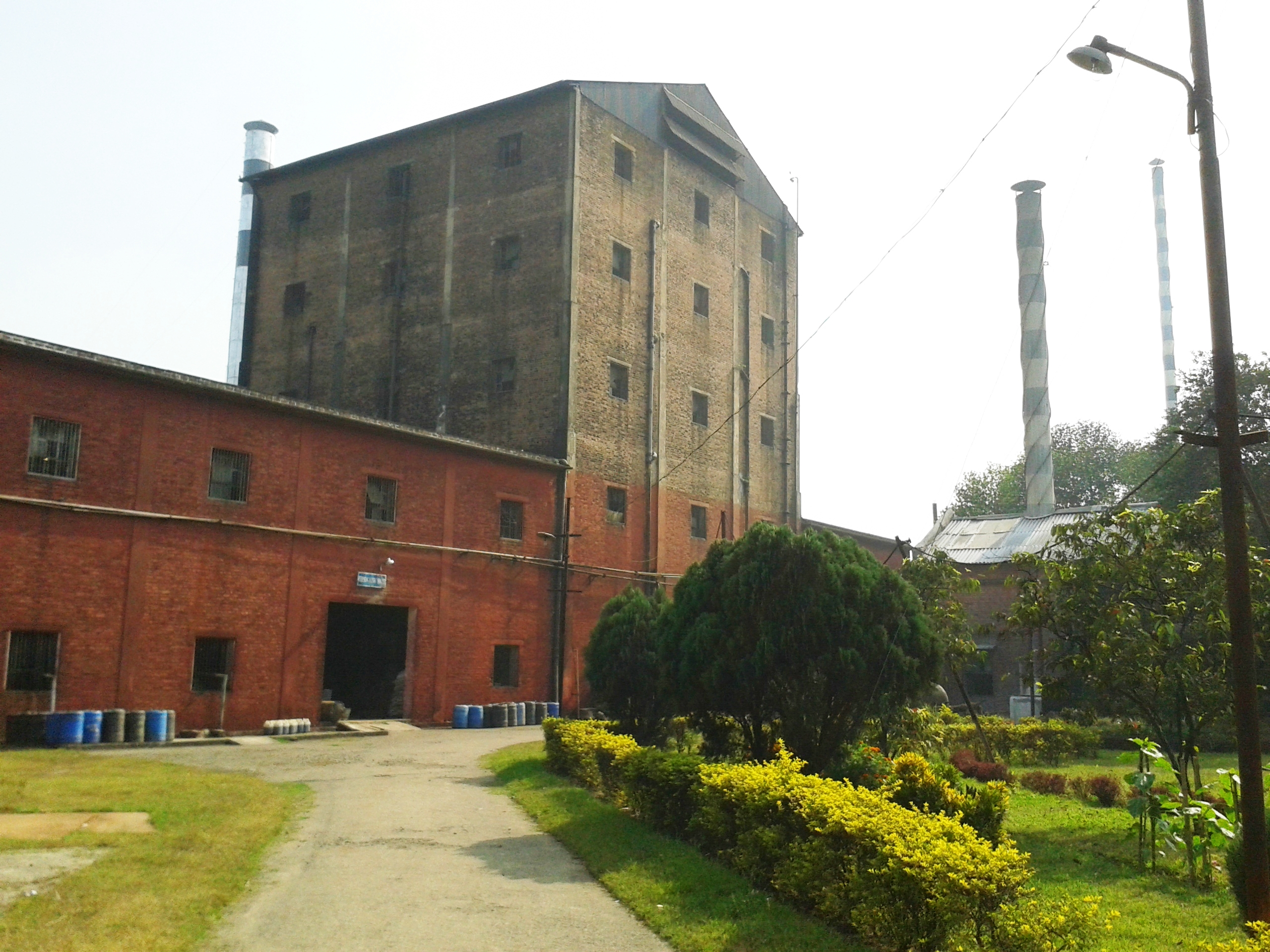
Distillerie Darsana